# Liste des circonscriptions législatives de l'Isère
Le département français de l'Isère est, sous la Cinquième République, constitué de sept circonscriptions législatives de 1958 à 1986, de neuf circonscriptions après le redécoupage électoral de 1986 puis de dix circonscriptions depuis le redécoupage de 2010, entré en application à compter des élections législatives de 2012.

## Présentation
Par ordonnance du 13 octobre 1958 relative à l'élection des députés à l'Assemblée nationale, le département de l'Isère est d'abord constitué de sept circonscriptions électorales.
Lors des élections législatives de 1986 qui se sont déroulées selon un mode de scrutin proportionnel à un seul tour par listes départementales, le nombre de sièges de l'Isère a été porté de sept à neuf.
Le retour à un mode de scrutin uninominal majoritaire à deux tours en vue des élections législatives suivantes, a maintenu ce nombre de neuf sièges,, selon un nouveau découpage électoral.
Le redécoupage des circonscriptions législatives réalisé en 2010 et entrant en application à compter des élections législatives de juin 2012, a modifié le nombre et la répartition des circonscriptions de l'Isère, porté à dix du fait de la forte croissance démographique du département.

## Composition des circonscriptions

### Composition des circonscriptions de 1958 à 1986
À compter de 1958, le département de l'Isère comprend sept circonscriptions regroupant les cantons suivants. :
- 1re circonscription : Allevard, Domène, Goncelin, Grenoble-Est, Saint-Laurent-du-Pont, Le Touvet.
- 2e circonscription : Grenoble-Sud.
- 3e circonscription : Le Bourg-d'Oisans, Clelles, Corps, Mens, Monestier-de-Clermont, La Mure, Sassenage, Valbonnais, Vif, Villard-de-Lans, Vizille.
- 4e circonscription : Grenoble-Nord, Pont-en-Royans, Rives, Saint-Marcellin, Tullins, Vinay, Voiron.
- 5e circonscription :  Heyrieux, Meyzieu, Saint-Symphorien-d’Ozon, Vienne-Nord.
- 6e circonscription : Beaurepaire, La Côte-Saint-André, Roussillon, Roybon,  Saint-Étienne-de-Saint-Geoirs, Saint-Jean-de-Bournay, La Verpillière, Vienne-Sud.
- 7e circonscription : Bourgoin, Crémieu, Le Grand-Lemps, Morestel, Le Pont-de-Beauvoisin, Saint-Geoire-en-Valdaine, La Tour-du-Pin, Virieu.

### Composition des circonscriptions de 1988 à 2012
À compter du découpage de 1986, le département de l'Isère comprend neuf circonscriptions regroupant les cantons suivants :
- 1re circonscription : Grenoble-I, Grenoble-II, Grenoble-IV, Meylan.
- 2e circonscription : Échirolles-Est, Échirolles-Ouest, Eybens, Saint-Martin-d'Hères-Nord, Saint-Martin-d'Hères-Sud, Vizille.
- 3e circonscription : Fontaine-Sassenage, Grenoble-III, Grenoble-V, Grenoble-VI.
- 4e circonscription : Le Bourg-d'Oisans, Clelles, Corps, Fontaine-Seyssinet, Mens, Monestier-de-Clermont, La Mure, Valbonnais, Vif, Villard-de-Lans.
- 5e circonscription : Allevard, Domène, Goncelin, Saint-Égrève, Saint-Geoire-en-Valdaine, Saint-Laurent-du-Pont, Le Touvet.
- 6e circonscription : Bourgoin-Jallieu-Nord, Crémieu, Morestel, Le Pont-de-Beauvoisin, Pont-de-Chéruy, La Tour-du-Pin.
- 7e circonscription : Bourgoin-Jallieu-Sud, La Côte-Saint-André, Le Grand-Lemps, L'Isle-d'Abeau, Roybon, Saint-Étienne-de-Saint-Geoirs, Saint-Jean-de-Bournay, La Verpillière, Virieu.
- 8e circonscription : Beaurepaire, Heyrieux, Roussillon, Vienne-Nord, Vienne-Sud.
- 9e circonscription : Pont-en-Royans, Rives, Saint-Marcellin, Tullins, Vinay, Voiron.

### Composition des circonscriptions à compter de 2012
Depuis le redécoupage électoral de 2010, le département comprend dix circonscriptions regroupant les cantons suivants :
1re circonscriptionGrenoble-I, Grenoble-II, Grenoble-IV, Meylan, Saint-Ismier ;
2e circonscriptionÉchirolles-Est, Échirolles-Ouest, Eybens, Saint-Martin-d'Hères-Nord, Saint-Martin-d'Hères-Sud, Vizille (sauf partie de la commune de Chamrousse) ;
3e circonscriptionFontaine-Sassenage, Grenoble-III, Grenoble-V, Grenoble-VI ;
4e circonscriptionLe Bourg-d'Oisans, Clelles, Corps, Fontaine-Seyssinet, Mens, Monestier-de-Clermont, La Mure, Valbonnais, Vif, Villard-de-Lans ;
5e circonscriptionAllevard, Domène, Goncelin, Saint-Égrève, Saint-Geoire-en-Valdaine, Saint-Laurent-du-Pont, Le Touvet, commune de Chamrousse (partie comprise dans le canton de Vizille) ;
6e circonscriptionBourgoin-Jallieu-Nord, Crémieu, Morestel, Pont-de-Chéruy ;
7e circonscriptionBeaurepaire, La Côte-Saint-André, Le Grand-Lemps, Roussillon (sauf communes d'Assieu, Auberives-sur-Varèze, Cheyssieu, Clonas-sur-Varèze, Saint-Alban-du-Rhône, Saint-Clair-du-Rhône, Saint-Maurice-l'Exil, Saint-Prim et Vernioz), Roybon, Saint-Étienne-de-Saint-Geoirs, Saint-Jean-de-Bournay, Virieu ;
8e circonscriptionHeyrieux, Vienne-Nord, Vienne-Sud, communes d'Assieu, Auberives-sur-Varèze, Cheyssieu, Clonas-sur-Varèze, Saint-Alban-du-Rhône, Saint-Clair-du-Rhône, Saint-Maurice-l'Exil, Saint-Prim et Vernioz ;
9e circonscriptionPont-en-Royans, Rives, Saint-Marcellin, Tullins, Vinay, Voiron.
10e circonscriptionBourgoin-Jallieu-Sud, L'Isle-d'Abeau, Le Pont-de-Beauvoisin, La Tour-du-Pin, La Verpillière.